# Peugeot 908
Peugeot 908 - спортивный автомобиль, построенный французским автопроизводителем Peugeot. Автомобиль был специально разработан и изготовлен для 24-часовой гонки в Ле-Мане и Межконтинентального кубка Ле-Мана.

## История создания
В связи с изменением в правилах в 2011 году на Peugeot 908 был установлен дизельный двигатель меньшего размера, чем в предыдущей модели. Им стал 3,7-литровый двигатель V8 мощностью 405 кВт (550 л.с). Кроме того, новые правила обязывали участников добавить над крышкой двигателя плавник для предотвращения опрокидывания транспортного средства в случае аварии.

### Peugeot 908 Hybrid4
На Женевском автосалоне 2011 года Peugeot представил гибридный вариант 908 Hybrid4, который также имел электродвигатель мощностью 59 кВт, который автоматически передавал свою мощность на заднюю ось. Его энергия привода накапливалась в ионно-литиевых батареях, которые при торможении могли поглощать энергию до 500 кДж. В отличие от системы восстановления кинетической энергии, используемой в Формуле 1, система не активировалась водителем путем нажатия кнопки, а работала независимо. Несмотря на дополнительную гибридную систему, минимальный вес в 900 кг, предписанный правилами, не был превышен.
Гибридный вариант должен был использоваться в предварительном тесте в Ле-Мане в 2011 году. 11 апреля 2011 года компания Peugeot объявила, что из-за сомнений в надежности гибридной технологии она полностью сосредоточится на использовании обычной версии Peugeot 908. Гоночный дебют гибридного варианта состоится не раньше, чем в финальной гонке Межконтинентального кубка Ле-Мана 2011 года в ноябре.
В середине ноября 2011 года, когда был представлен гоночный календарь нового FIA World Endurance Championship (WEC), технический директор Peugeot Бруно Фамин позитивно высказался о включении новых гонок. «Но мы должны быть осторожны, чтобы расходы не взлетели, потому что, безусловно, будет гораздо больше испытаний», - говорит Фамин. 18 января 2012 Peugeot объявил о том, что команда в 2012 году не будет принимать участие в гонках в Ле-Мане, а примет участие в Чемпионате мира по автогонкам на выносливость. Причиной немедленного ухода из спорта на длинные дистанции были названы экономические трудности на европейском рынке продаж. 30 марта 2012 года Бруно Фамин объявил дополнительную информацию о прекращении гоночной программы.